# Quasicyclammina
Quasicyclammina es un género de foraminífero bentónico de la subfamilia Alveolophragmiinae, de la familia Cyclamminidae, de la superfamilia Loftusioidea, del suborden Loftusiina y del orden Loftusiida. Su especie tipo es Quasicyclammina breviseptum. Su rango cronoestratigráfico abarca el Thanetiense (Paleoceno superior).

## Discusión
Clasificaciones previas incluían Quasicyclammina en el suborden Textulariina del orden Textulariida o en el orden Lituolida.

## Clasificación
Quasicyclammina incluye a las siguientes especies:
- Quasicyclammina breviseptum †
- Quasicyclammina compressa †
- Quasicyclammina inflata †